# This Is Heaven
"This Is Heaven" é uma canção gravada pelo cantor estadunidense Nick Jonas para seu quarto álbum de estúdio Spaceman (2021). Foi escrita por Nick Jonas, Greg Kurstin e Maureen McDonald, com a produção sendo realizada por Greg Kurstin. Foi lançada através da Island Records em 4 de março de 2021 como segundo single do álbum.

## Antecedentes
Jonas deu dicas sobre seu próximo álbum em suas redes sociais no início de fevereiro de 2021. Em entrevista ao Zane Lowe da Apple Music, Jonas compartilhou que todas as faixas de seu álbum, Spaceman, são de fato escritas para sua esposa.

## Recepção da crítica
Daffany Chan, do Elite Daily, chamou a canção de uma faixa infundida de R&B que é uma ode a um amante que está repleto de letras sonhadoras.

## Apresentações ao vivo
Nick apresentou "This Is Heaven" junto com "Spaceman" ao vivo pela primeira vez no Saturday Night Live em 27 de fevereiro de 2021.

## Históricos de lançamentos
| Região | Data               | Formato(s)                 | Gravadora      | Ref.  |
| ------ | ------------------ | -------------------------- | -------------- | ----- |
| Várias | 4 de março de 2021 | Download digital streaming | Island Records | [ 9 ] |